# Scaphyglottis amparoana
Scaphyglottis amparoana là một loài thực vật có hoa trong họ Lan. Loài này được (Schltr.) Dressler miêu tả khoa học đầu tiên năm 1964.